# 吳俊 (成化進士)
吳俊（1439年—？），字時用，浙江杭州府錢塘縣人，明朝政治人物。

## 生平
天順三年（1459年）舉己卯科浙江鄉試第四十八名。成化二年（1466年）丙戌科會試第一百十二名，殿試登進士第三甲第三十九名。

## 家族
曾祖吳友諒。祖父吳潤宗。父亲吳福，曾任武昌知府。